# Alpiner South American Cup 2017
Die Saison 2017 des alpinen South American Cups wurde von Anfang August bis Ende September 2017 an sechs Austragungsorten in Argentinien und Chile veranstaltet und war – wie auch die anderen Kontinentalrennserien des internationalen Ski-Verbandes FIS – ein Unterbau zum Weltcup. Sie zählt laut FIS-Regularien bereits zur jahresübergreifenden Wettbewerbssaison 2017/18. Für Herren und Damen wurden jeweils 15 Rennen am selben Ort organisiert. 

## Cupwertungen

### Gesamt
| Rang | Athlet                  | Punkte |
| ---- | ----------------------- | ------ |
| 1    | Marko Vukićević         | 513    |
| 2    | Sebastiano Gastaldi     | 469    |
| 3    | Klemen Kosi             | 426    |
| 4    | Guglielmo Bosca         | 356    |
| 5    | Tomás Birkner de Miguel | 344    |

| Rang | Athletin                | Punkte |
| ---- | ----------------------- | ------ |
| 1    | Noelle Barahona         | 666    |
| 2    | Macarena Simari Birkner | 614    |
| 3    | Núria Pau               | 599    |
| 4    | Salomé Báncora          | 560    |
| 5    | Alexandra Prokopjewa    | 540    |

### Abfahrt
| Rang | Athlet          | Punkte |
| ---- | --------------- | ------ |
| 1    | Marko Vukićević | 262    |
| 2    | Guglielmo Bosca | 198    |
| 3    | Klemen Kosi     | 160    |
| 3    | Brice Roger     | 160    |
| 5    | Josef Ferstl    | 130    |
| 5    | Thomas Dreßen   | 130    |

| Rang | Athletin             | Punkte |
| ---- | -------------------- | ------ |
| 1    | Carmina Pallas       | 265    |
| 2    | Noelle Barahona      | 210    |
| 2    | Jelena Jakowischina  | 210    |
| 4    | Ester Ledecká        | 200    |
| 4    | Alexandra Prokopjewa | 200    |

### Super-G
| Rang | Athlet           | Punkte |
| ---- | ---------------- | ------ |
| 1    | Jack Gower       | 198    |
| 2    | Klemen Kosi      | 180    |
| 3    | Henrik von Appen | 124    |
| 4    | Marko Vukićević  | 122    |
| 5    | Alexander Köll   | 103    |

| Rang | Athletin             | Punkte |
| ---- | -------------------- | ------ |
| 1    | Alexandra Prokopjewa | 160    |
| 2    | Noelle Barahona      | 159    |
| 3    | Julija Pleschkowa    | 172    |
| 4    | Jelena Jakowischina  | 139    |
| 5    | Manon Campillo       | 125    |

### Riesenslalom
| Rang | Athlet                         | Punkte |
| ---- | ------------------------------ | ------ |
| 1    | Sebastiano Gastaldi            | 245    |
| 2    | Cristian Javier Simari Birkner | 152    |
| 3    | Sven von Appen                 | 127    |
| 4    | Kai Horwitz                    | 124    |
| 5    | Tomás Birkner de Miguel        | 118    |

| Rang | Athletin                   | Punkte |
| ---- | -------------------------- | ------ |
| 1    | Nicol Gastaldi             | 240    |
| 2    | Núria Pau                  | 185    |
| 3    | Salomé Báncora             | 155    |
| 4    | Noelle Barahona            | 149    |
| 5    | María Belén Simari Birkner | 126    |

### Slalom
| Rang | Athlet                  | Punkte |
| ---- | ----------------------- | ------ |
| 1    | Tomás Birkner de Miguel | 210    |
| 2    | Sebastiano Gastaldi     | 200    |
| 3    | Axel Esteve             | 110    |
| 4    | Martin Arene            | 100    |
| 4    | Ondřej Berndt           | 100    |

| Rang | Athletin                   | Punkte |
| ---- | -------------------------- | ------ |
| 1    | Núria Pau                  | 240    |
| 2    | Salomé Báncora             | 180    |
| 3    | Macarena Simari Birkner    | 144    |
| 4    | Nicol Gastaldi             | 125    |
| 5    | María Belén Simari Birkner | 112    |

### Kombination
| Rang | Athlet             | Punkte |
| ---- | ------------------ | ------ |
| 1    | Rasmus Windingstad | 180    |
| 2    | Marko Vukićević    | 129    |
| 3    | Alexander Köll     | 85     |
| 4    | Miha Hrobat        | 80     |
| 5    | Stian Saugestad    | 74     |
| 5    | Natko Zrnčić-Dim   | 74     |

| Rang | Athletin                | Punkte |
| ---- | ----------------------- | ------ |
| 1    | Alexandra Prokopjewa    | 180    |
| 2    | Jelena Jakowischina     | 140    |
| 3    | Macarena Simari Birkner | 110    |
| 4    | Núria Pau               | 100    |
| 5    | Noelle Barahona         | 81     |

## Podestplatzierungen Herren
| Datum      | Ort                  | Disziplin    | 1. Platz                | 2. Platz                       | 3. Platz                |
| ---------- | -------------------- | ------------ | ----------------------- | ------------------------------ | ----------------------- |
| 10.08.2017 | Cerro Catedral (ARG) | Slalom       | Sebastiano Gastaldi     | Cristian Javier Simari Birkner | Tomás Birkner de Miguel |
| 02.09.2017 | El Colorado (CHI)    | Riesenslalom | Rasmus Windingstad      | Dominik Schwaiger              | Miha Hrobat             |
| 03.09.2017 | La Parva (CHI)       | Slalom       | Martin Arene            | Ondřej Berndt                  | Natko Zrnčić-Dim        |
| 05.09.2017 | La Parva (CHI)       | Abfahrt      | Brice Roger             | Thomas Dreßen                  | Klemen Kosi             |
| 05.09.2017 | La Parva (CHI)       | Abfahrt      | Klemen Kosi             | Josef Ferstl                   | Brice Roger             |
| 06.09.2017 | La Parva (CHI)       | Super-G      | Thomas Dreßen           | Klemen Kosi                    | Guillermo Fayed         |
| 11.09.2017 | Chapelco (ARG)       | Riesenslalom | Sebastiano Gastaldi     | Cristian Javier Simari Birkner | Tomás Birkner de Miguel |
| 12.09.2017 | Chapelco (ARG)       | Riesenslalom | Sebastiano Gastaldi     | Sven von Appen                 | Kai Horwitz             |
| 13.09.2017 | Cerro Catedral (ARG) | Slalom       | Tomás Birkner de Miguel | Axel Esteve                    | Sebastiano Gastaldi     |
| 18.09.2017 | El Colorado (CHI)    | Kombination  | Rasmus Windingstad      | Miha Hrobat                    | Guglielmo Bosca         |
| 18.09.2017 | El Colorado (CHI)    | Super-G      | Klemen Kosi             | Jack Gower                     | Guglielmo Bosca         |
| 19.09.2017 | El Colorado (CHI)    | Super-G      | Jack Gower              | Marko Vukićević                | Bjørnar Neteland        |
| 20.09.2017 | El Colorado (CHI)    | Abfahrt      | Marko Vukićević         | Guglielmo Bosca                | Stian Saugestad         |
| 21.09.2017 | El Colorado (CHI)    | Kombination  | Marko Vukićević         | Rasmus Windingstad             | Joan Verdú              |
| 21.09.2017 | El Colorado (CHI)    | Abfahrt      | Marko Vukićević         | Guglielmo Bosca                | Joan Verdú              |

## Podestplatzierungen Damen
| Datum      | Ort                  | Disziplin    | 1. Platz             | 2. Platz                | 3. Platz                |
| ---------- | -------------------- | ------------ | -------------------- | ----------------------- | ----------------------- |
| 08.08.2017 | Cerro Catedral (ARG) | Riesenslalom | Nicol Gastaldi       | Núria Pau               | Salomé Báncora          |
| 10.08.2017 | Cerro Catedral (ARG) | Slalom       | Kim Vanreusel        | Salomé Báncora          | Lorelie Coulet          |
| 02.09.2017 | El Colorado (CHI)    | Riesenslalom | Anna Hofer           | Ester Ledecká           | Nicol Gastaldi          |
| 03.09.2017 | La Parva (CHI)       | Slalom       | Núria Pau            | Nicol Gastaldi          | Ester Ledecká           |
| 05.09.2017 | La Parva (CHI)       | Abfahrt      | Ester Ledecká        | Carmina Pallas          | Jelena Jakowischina     |
| 05.09.2017 | La Parva (CHI)       | Abfahrt      | Ester Ledecká        | Carmina Pallas          | Noelle Barahona         |
| 06.09.2017 | La Parva (CHI)       | Super-G      | Ester Ledecká        | Noelle Barahona         | Macarena Simari Birkner |
| 11.09.2017 | Chapelco (ARG)       | Riesenslalom | Noelle Barahona      | Nicol Gastaldi          | Núria Pau               |
| 13.09.2017 | Cerro Catedral (ARG) | Slalom       | Núria Pau            | Macarena Simari Birkner | Salomé Báncora          |
| 18.09.2017 | El Colorado (CHI)    | Kombination  | Núria Pau            | Alexandra Prokopjewa    | Jelena Jakowischina     |
| 18.09.2017 | El Colorado (CHI)    | Super-G      | Alexandra Prokopjewa | Manon Campillo          | Jelena Jakowischina     |
| 19.09.2017 | El Colorado (CHI)    | Super-G      | Julija Pleschkowa    | Anna Hofer              | Alexandra Prokopjewa    |
| 20.09.2017 | El Colorado (CHI)    | Abfahrt      | Alexandra Prokopjewa | Julija Pleschkowa       | Carmina Pallas          |
| 21.09.2017 | El Colorado (CHI)    | Kombination  | Alexandra Prokopjewa | Jeleina Jakowischina    | Macarena Simari Birkner |
| 21.09.2017 | El Colorado (CHI)    | Abfahrt      | Alexandra Prokopjewa | Julija Pleschkowa       | Noelle Barahona         |